# Sulina (Paraná)
Sulina ist ein brasilianisches Munizip im Südwesten des Bundesstaats Paraná. Es hat 3440 Einwohner (2022), die sich Sulinenser nennen. Seine Fläche beträgt 171 km². Es liegt 444 Meter über dem Meeresspiegel.

## Etymologie
Sulina wurde nach den Familien aus dem Süden benannt, die großenteils aus Rio Grande do Sul und Santa Catarina zugewandert waren. Da sie als Sulistas (Südländer) bekannt waren, erhielt das Dorf zunächst den Namen Sede Sulina (Wohnsitz von Sulisten). Mit der Erhebung zum Munizip verlor die Stadt den Namensbestandteil Sede und wurde amtlich zu Sulina.

## Geschichte

### Besiedlung
Anfang des 20. Jahrhunderts übertrug die brasilianische Bundesregierung den Landbesitz Chopinzinho an die Companhia Estrada de Ferro São Paulo-Rio Grande. Diese überließ das Land 1957 der Companhia Brasileira de Viação e Comercio (Braviaco S/A) und verkaufte einen Teil an die Colonizadora Dona Leopoldina Ltda. Diese Gesellschaft bestand hauptsächlich aus deutschstämmigen Bürgern von Rio Grande do Sul. So begann die tatsächliche Kolonisierung Mitte des 20. Jahrhunderts durch deutschstämmige Gaúchos. Zusätzlich kamen auch italienischstämmige Santa-Catarinenser. Heute besteht die Bevölkerung aus Menschen mit deutscher, italienischer, spanischer, polnischer und afrikanischer Abstammung.

### Erhebung zum Munizip
Sulina wurde durch das Staatsgesetz Nr. 8.467 vom 21. Januar 1987 aus Chopinzinho e São João ausgegliedert und in den Rang eines Munizips erhoben. Es wurde am 1. Januar 1989 als Munizip installiert.

## Geografie

### Fläche und Lage
Sulina liegt auf dem Terceiro Planalto Paranaense (der Dritten oder Guarapuava-Hochebene von Paraná). Seine Fläche beträgt 171 km². Es liegt auf einer Höhe von 444 Metern.

### Vegetation
Das Biom von Sulina ist Mata Atlântica.

### Klima
Das Klima ist gemäßigt warm. Es werden hohe Niederschlagsmengen verzeichnet (1824 mm pro Jahr). Im Jahresdurchschnitt liegt die Temperatur bei 19,8 °C. Die Klimaklassifikation nach Köppen und Geiger lautet Cfa.

### Gewässer
Sulina liegt im Einzugsgebiet des Iguaçu. Dieser bildet die nordöstliche Grenze des Munizips, wobei er auf der gesamten Läge zum Stausee des Wasserkraftwerks Salto Osório aufgestaut ist. Der Rio Capivara durchfließt das Munizip von Süd nach Nord bis zu seiner Mündung in den Iguaçu.

### Straßen
Sulina ist über die PR-570 an die BR-158 angebunden.

### Nachbarmunizipien
|                   |                                             | Rio Bonito do Iguaçu |
| São Jorge d’Oeste | Kompassrose, die auf Nachbargemeinden zeigt | Saudade do Iguaçu    |
|                   | São João                                    | Chopinzinho          |

## Stadtverwaltung
Bürgermeister: Paulo Horn, PSD (2021–2024)
Vizebürgermeister: Ari Pedro Lorini, PSD (2021–2024)

## Demografie

### Bevölkerungsentwicklung
| Jahr | Einwohner | Stadt | Land |
| ---- | --------- | ----- | ---- |
| 1991 | 5.222     | 18 %  | 82 % |
| 2000 | 3.918     | 31 %  | 69 % |
| 2010 | 3.394     | 41 %  | 59 % |
| 2021 | 3.440     |       |      |

Quelle: IBGE, bis 2010: Volkszählungen und Volkszählung 2022

### Ethnische Zusammensetzung
| Gruppe * | 1991    | 2000    | 2010    | wer sich als …                                                                   |
| --- | ------- | ------- | ------- | -------------------------------------------------------------------------------- |
| Weiße | 86,2 %  | 92,1 %  | 82,6 %  | weiß bezeichnet                                                                  |
| Schwarze | 3,2 %   | 0,0 %   | 2,4 %   | schwarz bezeichnet                                                               |
| Gelbe | 0,1 %   | 0,0 %   | 0,3 %   | von fernöstlicher Herkunft wie japanisch, chinesisch, koreanisch etc. bezeichnet |
| Braune | 10,4 %  | 7,2 %   | 14,8 %  | braun oder als Mischung aus mehreren Gruppen bezeichnet                          |
| Indigene | 0,0 %   | 0,0 %   | 0,0 %   | Ureinwohner oder Indio bezeichnet                                                |
| ohne Angabe | 0,1 %   | 0,7 %   | 0,0 %   |                                                                                  |
| Gesamt | 100,0 % | 100,0 % | 100,0 % |                                                                                  |
| *) Das IBGE verwendet für Volkszählungen ausschließlich diese fünf Gruppen. Es verzichtet bewusst auf Erläuterungen. Die Zugehörigkeit wird vom Einwohner selbst festgelegt. |         |         |         |                                                                                  |

Quelle: IBGE (Stand: 1991, 2000 und 2010)

## Wirtschaft

### Kennzahlen
Mit einem Bruttoinlandsprodukt pro Einwohner von 33.431,62 R$ bzw. rund 7.400 € lag Sulina 2019 auf dem 141. Platz der 399 Munizipien Paranás.
Sein mittelhoher Index der menschlichen Entwicklung von 0,693 (2010) setzte es auf den 263. Platz der paranaischen Munizipien.